# الطاهر الزاوي
الشيخ الطاهر أحمد الزاوي. (مواليد الحرشة بمدينة الزاوية سنة 1890) شغل منصب مفتي ليبيا، وهو من أهم المؤرخين الليبين. توفي يوم الأربعاء 5 مارس 1986.

## سيرته
تلقى مبادئ تعليمه في ليبيا، حيث حفظ القرآن في جامع «سيدي على بن عبد الحميد» في قرية الحرشا على الشيخ محمد بن عمر الصالح، ودرس مبادئ الفقه على الشيخ الطاهر عبد الرزاق البشتى وأحمد حسن البشتى والطيب البشتى.
شهد بداية الغزو الإيطالى سنة 1911، وحضر معركة الهاني الشهيرة في أوائل سنة 1912.
وفي سنة 1912 سافر إلى القاهرة حيث بدأ المرحلة الثانية من رحلته العلمية. فالتحق بالأزهر ودرس النحو والتفسير والحديث وغير ذلك من العلوم التي كانت تدرس بالأزهر. فأخذ عن جماعة من العلماء، وكان من أساتذته الشيخ أحمد الشريف والشيخ على الجهانى المصراتى، ومن شيوخه في مصر حسن مدكور، الشيخ محمود خطاب والشيخ الدسوقى العرب. واستمرت رحلته العلمية هذه سبع سنوات ثم عاد إلى طرابلس سنة 1919، وبقي بها خمس سنوات وعاصر حركة الجهاد الليبي في إقليم طرابلس حتى آخر سنة 1923، وأوفد خلال تلك السنوات في مهمات وطنية في الداخل.
سنة 1924 وبعد انتهاء عمليات المقاومة في إقليم طرابلس، خرج إلى مصر ثانية والتحق بالأزهر من جديد، وامتدت إقامته بها حتى سنة 1967، وأحرز خلال تلك الفترة إجازة (العالمية) سنة 1938، وتجنس بالجنسية المصرية. تحدى الشيخ للكثير من الملاحدة والقأديانيين والكماليين (نسبة لكمال أتاتورك) الذين كانوا يستخفون بالدين الإسلامي ويتهمونه بالرجعية. واشتغل بالتجارة حيناً، ثم بالتصحيح والتأليف والكتابة في الصحف، وموظفاً في وزارة الأوقاف. يقول الشيخ الطاهر أنه عاش بمصر 43 عاما مهاجرا ما بين 1924 و1967. وعمل خلال هجرته بوزارة الأوقاف المصرية. وسافر إلى السعودية في أعوام 1955 و1956 و1957 وعمل مدرسا بالمدينة المنورة ثم عاد إلى مصر وعمل مصححا لكثير من الصحف والمجلات والكتب. وخلال إقامته بمصر كرس الكثير من وقته للكتابة عن القضية الليبية وعن نضال الشعب الليبى وتاريخه.
وقد أعطى الشيخ الطاهر كل وقته الذي عاشه في مصر، أي نحو أربعة عقود، للدراسة والكتابة. ويوصف بأنه كان صبورا من أجل التعلم والتعليم والبحث والكتابة. وأنه كان موسوعيا في علمه وفيما ألّفه من كتب، إذ أنه أّلف في اللغة، فأعاد ترتيب القاموس المحيط ليكون أكثر يسرا في البحث. وقال أنه وضعه على منهج قاموس مختار الصحاح والمصباح المنير.
أما المجال العلمي الذي برز فيه الشيخ الطاهر وكان من رجاله الأفذاذ، فهو مجال التاريخ، حيث أصبحت كتبه من أهم المراجع وخاصة ما كتبه عن جهاد الشعب الليبى خلال النصف الأول من القرن العشرين.
أّلّف كتابًا عندما كان في مصر، طعن فيه في الدعوة السنوسية، وفي قادتها، وخاصة «دورهم المتخاذل أو المتواطئ» ـ كما يصفه ـ في حركة الجهاد الليبي ضد الطليان.
وعاد إلى ليبيا سنة 1967.وكان ممنوعاً من العودة إليها. وبعد قيام ثورة الفاتح سنة 1969 أعطى إقامة دائمة وردت إليه جنسيته الليبية، وعين مفتيًا للبلاد. منح شهادة تقدير في عيد العلم الثاني 1971 لمَاَ قام به من جهود في ميدان الدراسات التاريخية.

## وفاته
توفى عن عمر متقدم يوم الأربعاء 5 مارس 1986. دفن بمسقط رأسه الزاوية[ ؟ ] -غرب طرابلس- وأبّنه الأستاذ المؤرخ علي مصطفى المصراتي بخطبة أبرز فيها محطات مهمة من حياة الزّاوي. كما أبّنه المحامي والصحفي علي الديب.

## مواقفه
مواقف الشيخ الطاهر وصلابته في الدفاع عن قناعاته، جعلت البعض يصفه «بشيخ المعارضين» على مدى نحو ثمانين عامًا من عمره. فقد عارض بقلمه الأتراك وممارساتهم، وعارض وجاهد بسلاحه وقلمه المستعمر الإيطالي، وعارض سياسات إدريس السنوسي أميرًا وملكًا، كما عارض الزعيم السياسي بشير السعداوي في بعض مواقفه. وانتقد العديد من قيادات مرحلة الجهاد في غرب البلاد. وعارض مواقف وتفسيرات العقيد معمر القذافي للقرآن والسنة. وعارض عددًا من القرارات التي رأى أنها تخالف الشريعة الإسلامية. وكان كل ذلك من موقعه في دار الافتاء.
وبسبب مواقفه تلك ترك الافتاء في يونيو سنة 1983 ولزم بيته وهو في سن متقدمة من عمره. وفي كل كتبه ومواقفه كان له رأيه واجتهاده النابع من قناعته وخبرته العلمية في مجال العلوم الإسلامية والتاريخ. وظل محافظًا على مواقفه حتى وفاته.

## جهاده
شارك في معركة الهاني والتي وقعت في 26 أكتوبر 1911 وكان عمره 21 عاما. يقول الشيخ الطاهر: «تجمع المجاهدون في منطقة سوانى بنيادم وما حولها. ومنها توجه المجاهدون ليلاً إلى الهاني وعند الفجر بدأت المعركة وأبلى المقاتلون الليبيون بلاء عظيما». وذكر أن القرآن وهتاف «الله أكبر» والشعر الشعبي كانت المادة التعبوية للمجاهدين خلال المعركة. وسجل الشيخ الطاهر تفاصيلها في كتابه (جهاد الأبطال في طرابلس الغرب).
وهذه المعركة تعد من أهم معارك الدفاع عن مدينة طرابلس. ويذكر الشيخ الطاهر أنه شهد أحداث الحرب في طرابلس وما حولها من أول الاحتلال إلى قرب صلح اوشى في أكتوبر 1912. كما شهد تطور الصراع ضد الإيطاليين والصراعات الداخلية بعد صلح بنيادم، أي منذ 1919 إلى 1924 وخلال هذه الفترة شارك في كثير من الاجتماعات والاتصالات والمصالحات، وكتب عن الكثير من تفاصيلها.
ومن الاجتماعات المهمة التي حضرها مؤتمر غريان سنة 1920 الذي انبثقت عنه هيئة الإصلاح المركزية - وكانت بمثابة حكومة وطنية - للقيام بأعباء إدارة الصراع ضد الإيطاليين. وكلف بأدوار تفاوضية مبعوثا من هيئة الإصلاح، فسافر سنة 1922 مع وفد إلى إجدابيا لنقل رسالة إلى إدريس السنوسي لإبلاغه باستعدادها لمبايعته بالإمارة. كما كلف بمهام أخرى أثناء الصراعات المحلية والقبلية لإصلاح ذات البين.
ومن هنا تأتى أهمية ما كتبه الشيخ الطاهر باعتباره معاصرا وشاهدا على تلك الأحداث التاريخية الكبيرة، وما تنطوى عليه من خفايا وتقلبات شكلت ولونت تاريخ تلك المرحلة من الجهاد، إضافة إلى انها تعكس للدارس جوانب من الحياة الاجتماعية والثقافية والاقتصادية التي كونت العقلية الليبية في ذلك الوقت.
وخلال سنوات الهجرة شارك في تأسيس اللجنة الطرابلسية برئاسة أحمد السويحلي عام 1943 ومن مبادئها:
1. . اعتبار القطر الليبي وحدة لا تتجزأ من حدود مصر إلى حدود تونس ومن البحر الأبيض المتوسط إلى حدود السودان.
2. . العمل على المطالبة باستقلال البلاد استقلالاً تامًا.
3. . العمل على مناهضة الاستعمار ومخططاته.
4. . الدعوة إلى جعل السياسة الليبية جزءا من سياسة الجامعة العربية.

وهذه المبادئ والإصرار عليهان إضافة إلى آراء أخرى جعلته في خلاف استمر طويلا. وانتهت به هذه المواقف إلى استمرار هجرته حتى بعد أن تحقق الاستقلال، ولم يعد إلى البلاد إلا في زيارات بإقامة محددة، وكانت تلك الزيارات في سنة 1950 في عهد الإدارة البريطانية ثم في سنة 1964 والثالثة في سنة 1967.

## مؤلفاته وآثاره
توزعت جهوده في مختلف الحقول المعرفية بين التأليف والتحقيق والترتيب والتحرير، كما انقسمت أعماله إلى شقي التراث العربي الإسلامي من جهة، والمكتبة الليبية التي أستأثرت بمجمل آثاره التاريخية من جهة ثانية.
أما آخر ما صدر له فهو كتاب بعنوان «مجموعة فتاوى» الذي صدر عن دار الفرجانى في طبعة ثانية سنة 1976، وتضمن نحو خمسين فتوى تناولت في أغلبها مسائل اجتماعية واقتصادية، وكثير منها دارت حول وضع المرأة وحقوقها.
وفيما يلي عرض لأبرز مؤلفاته:

### جهاد الأبطال في طرابلس الغرب
يقول المؤرخ الشيخ الطاهر انه شرع في تأليف كتابه هذا منذ أن استقر في مصر سنة 1925 وصدرت أول طبعة منه سنة 1944 من ألف نسخة فقط لأسباب مالية. إن هذا الكتاب يعطى للطاهر الزاوي موقعًا خاصًا لأنه الوحيد الذي كتب عن تفاصيل سنوات الأحداث والمعارك الكبرى التي خاضها الليبيون ضد الإيطاليين. كما كتب عن قادة وفرسان تلك السنوات وكتب أيضا عن الخلافات والصراعات المحلية. وسجل بقلمه مواضع الضعف كما مواضع القوة في البنية الاجتماعية وهي في عمومها بنية قبلية.
ويصف الشيخ الطاهر كتابه هذا بأنه: «وثيقة من أصح الوثائق التي كتبت في الجهاد الطرابلسي لانه يستند إلى المشاهدة والرواية عن الزعماء الذين تولوا رئاسة حكومات المجاهدين». وقد توقع الشيخ الطاهر أن يتساءل بعض الناس قائلين لماذا كتب فقط عن: جهاد الأبطال في طرابلس الغرب. فقال: «إن معلوماتي عن الحرب في طرابلس أكثر وأصح سندًا من معلوماتي عن الحرب في برقة لانني شهدت الكثير من الحرب في طرابلس أما حروب برقة فلم اشهد منها شيئا».
وفي مقدمة الطبعة الأولى من كتابه هذا يقول: «وقد سلخت في جمعه من عمرى زهاء عشرين سنة ما سمعت بحادثة إلا قيدتها، ولا وقع نظرى على مسألة إلا نقلتها. وما اجتمعت بعد الهجرة بذي شأن ممن لهم صلة بالحرب وإدارتها إلا رويت عنه وناقشته فيما يتعارض مع رواية غيره. ولا سمعت بحاكم منطقة أو رئيس إدارة إلا أخذت عنه ما وسعنى أخذه. وما رويت عمن يخامرنى فيه شك أو روايته تخالف من هو أوثق منه عندي».

### كتاب «عمر المختار»
وهو الكتاب الذي فجر الخلاف بين المؤلف وبين الملك ادريس السنوسي منذ وقت مبكر، أي منذ عام 1933 م (1353هـ).
يقول الشيخ الطاهر: «نظرا لنفوذ السياسة الإيطالية في مصر في ذلك الوقت وقعته باسم مستعار هو أحمد محمود. وعندما اطلع عليه إدريس السنوسي رفع علي وعلى صاحب المطبعة السيد عبد العزيز الحلبي دعوى في النيابة».
واعترف الشيخ الطاهر أمام النيابة بأنه مؤلف الكتاب وبوساطة من صاحب المطبعة الحلبى رفضت الدعوى. وقد أثنى الشيخ الطاهر في كتابه هذا على الشيخ عمر المختار الذي ظل متمسكا بالجهاد والمقاومة رغم أن القيادات السياسية كانت تميل إلى المهادنة وإلى المفاوضات مع الإيطاليين. ولعل صلابة عمر المختار وثباته على طريق العمل المسلح إلى نهاية الطريق وحتى الاستشهاد، هو الذي جعل تاريخ وسيرة عمر المختار على رأس قائمة كبار المجاهدين.
وهو أول كتاب كتبه الشيخ الطاهر في موضوع الجهاد والمجاهدين في ليبيا. وتحدث فيه بصورة خاصة عن الجهاد في برقة من مرحلة أحمد الشريف[ ؟ ] إلى استشهاد عمر المختار. وأورد فيه تفاصيل كثيرة عن المعارك وأبطالها، وبذلك أكد اهتمامه بالجهاد والمجاهدين عبر تراب كل الوطن. وظل هذا الكتاب أيضا موضع نقد وجدل. وأحدث ردود أفعال سياسية وتاريخية وخاصة في أوساط الأسرة السنوسية ومن لهم علاقات وطيدة بها.

### جهاد الليبيين في ديار الهجرة
يحدثنا عن كفاح المهاجرين وخاصة الذين هاجروا إلى مصر، وكانت لهم أعمالهم التي تدل على النشاط والحيوية وتدل على الارتباط الوثيق بالوطن. كما تدل على روح الأمل والتفاؤل بيوم النصر والعودة.
من سيرة المهاجرين إلى مصر أمثال الجبالية سادة الحرابي بالديار المصرية وأولاد علي والجوازي والرماح والزعيرات والبراعصة أولاد خضرة وقبائل الاشراف المهاجرة وأنهم فور وصولهم بدؤوا أولا بالحياة الاقتصادية. فاشتغلوا بالتجارة والزراعة، واتجه أغلبهم نحو التجارة ونجحوا في هذا الميدان نجاحا كبيرا حتى أصبحت حركة التجارة بين الإسكندرية والسلوم ملك أيديهم. وقاموا بتعمير الصحراء الغربية، فأنشؤوا المتاجر والبيوت السكنية والمزارع وشيدوا المساجد. وبعد استقرارهم في مصر اتجهوا نحو الأخذ بأسباب الثقافة والعلم فوجهوا أولادهم إلى الأزهر وإلى المدارس والمعاهد العلمية الأخرى. وفي الوقت ذاته كانوا يتابعون التطورات الداخلية وما يجرى في البلاد جراء الاستعمار الإيطالي. فكانوا يكتبون في الصحف المصرية ويصدرون المنشورات والمذكرات.
ومن ابرز الأسماء التي يذكرها الشيخ الطاهر التي شاركت في صنع الأحداث وتاريخها في تلك المرحلة إدريس السنوسي وأحمد السويحلي والطاهر المريض وعون سوف وصالح الأطيوش وعبد الحميد العبار وبشير السعداوي وأبو القاسم الباروني وغيرهم. وبقي إدريس السنوسي هو المحور الذي تدور حوله الأحداث والاتصالات والمشاورات رغم الخلافات القائمة معه حول سبل توحيد العمل السياسي وتوحيد الأهداف الوطنية. ويتضح من مواقف الطاهر الزاوي أنه كان معارضا بصلابة لكثير من سياسات وآراء كل من إدريس السنوسي بشير السعداوي.

### مؤلفاته التاريخية
1. - عمر المختار، القاهرة (د. ت) (أتَّم تأليفه سنة 1932) وصدرت طبعته الأولى باسم مستعار (أحمد محمود).
2. - جهاد الأبطال في طرابلس الغرب، القاهرة 1950.
3. - كتاب تاريخ الفتح العربي في ليبيا، القاهرة 1954.
4. - أعلام ليبيا، القاهرة 1961.
5. - معجم البلدان الليبية، طرابلس 1968..
6. - ولاة طرابلس من بداية الفتح العربي إلى نهاية العهد التركي، بيروت 1970.
7. - جهاد الليبيين في ديار الهجرة (1343 - 1372 هـ / 1924 - 1952) طرابلس 1976.

### تحقيق النصوص والكتب
1. - التذكار فيمن ملك طرابلس ومن كان بها من الأخيار لابن غلبون، القاهر 1349 هـ (1930).
2. الجزء الثاني من: النهل العذب في تاريخ طرابلس الغرب،

### الوثائق السياسية
1. - نبذة عن أعمال إيطاليا في طرابلس الغرب، القاهرة (د. ت) صدر باسم مستعار (الشيخ عبد الحميد محمود).
2. - تقرير بشأن القضية الطرابلسية وما يتصل بها من أعمال الإنجليز في طرابلس: ترفعه اللجنة الطرابلسية بالقاهرة إلى جامعة الدول العربية والهيئات الإسلامية، اشترك في إعداده مع بقية أعضاء الهيئة التنفيذية للجنة القاهرة: اللجنة الطرابلسية 1946. (ضمه إلى كتابه: جهاد الليبيين في ديار الهجرة).
3. - الكتاب الأبيض في وحدة طرابلس وبرقة، القاهرة 1949. صدر باسم اللجنة الطرابلسية بالقاهرة، وهو مجموعة نصوص تتصل بحلقة من حلقات القضية الليبية، وهي الوحدة بين برقة وطرابلس (ضمه إلى كتابه: جهاد الليبيين في ديار الهجرة).

### اللغة والأدب
1. - ترتيب القاموس المحيط على طريقة المصباح المنير وأساس البلاغة، القاهرة 1959.
2. - مختار القاموس: مرتب على طريقة مختار الصحاح والمصباح المنير، القاهرة 1964.
3. - الكشكول، تأليف بهاء الدين العاملى، القاهرة 1961.
4. - النهاية في غريب الحديث والأثر، تأليف أبي السعادات مجد الدين المبارك ابن أبي الكرم محمد بن محمد بن عبد الكريم بن عبد الواحد الشيباني المعروف بابن الأثير الجزري، تحقيق الزاوي وآخرين، القاهرة 1963 (5 أجزاء).
5. - من الأدب الليبى: ديوان البهلول، القاهرة 1966.
6. - مثلثات قطرب، نظم الأستاذ إبراهيم الأزهرى، بيروت 1984.
7. - منظومة الفروخى في الكلمات التي تنطق بالظاء والضاد، بيروت 19840
8. - الدرر المبثثة في الغرر المثلثة للفيروز آبادى، الدار العربية للكتاب 19870

### الفقه
1. مجموعة فتاوى، بيروت 1973.
2. تحقيق مختصر خليل، للشيخ خليل بن إسحاق المالكي، القاهرة (د.ت).
3. الضوء المنير المقتبس في مذهب الإمام مالك بن أنس، تأليف محمد الفطيسي، القاهرة - 1966.
4. محمد رسول الله صلى الله عليه وسلم.